# Ренгелишки
Ренгелишки (бел. Рангелішкі) — упразднённая деревня в Браславском районе Витебской области Беларуси.

## География
Урочище находится в западной части Витебской области, к югу от автодороги Н-2103, на расстоянии приблизительно 10 километров (по прямой) к юго-востоку от города Браслав, административного центра района.

## История
По состоянию на 1905 год, в застенке проживало 25 человек (15 мужчин и 10 женщин). В административном отношении входил в состав Перебродской волости Дисненского уезда Виленской губернии.
В 1921 году деревня входила в состав гмины Пшебродзе Дисенского повета Виленского воеводства Второй Польской республики. Числилось 32 жителя (17 мужчин и 15 женщин), проживавших в 6 домах. В этническом составе населения того периода белорусы составляли 50 %, поляки — 50 %. В конфессиональном составе населения преобладали старообрядцы (100 %).
Упразднена в 1971 году.